# Alstonia penangiana
Alstonia penangiana là một loài thực vật]] thuộc họ Apocynaceae. Đây là loài đặc hữu của Malaysia.